# Mount Jackson (New Hampshire)
Mount Jackson (voorheen Mount Pleasant) is met 1.235 meter hoogte onderdeel van het Presidential Range gebergte in New Hampshire.  De berg is vernoemd naar Charles Thomas Jackson, een 19de-eeuwse geoloog. 
Mount Jackson is alleen te voet bereikbaar. Er leiden geen wegen naartoe. 